# Fumiyo Kohinata
Fumiyo Kohinata (Mikasa, 23 gennaio 1954) è un attore giapponese.
Con una sorella maggiore e un fratello, da giovane studia per diventare monaco buddhista in un monastero Zen dell'Hokkaidō. Inizia la sua carriera nel mondo dello spettacolo nel 1977 affiliandosi a una compagnia teatrale.
A metà degli anni novanta inizia a lavorare per la televisione, partecipando subito a una gran varietà di spettacoli TV e dorama a fianco dei giovani idol maschili di turno, per poi approdare subito dopo anche al cinema. Sposato dal 1993, ha due figli.

## Filmografia

### Cinema
- Misty, regia di Kenki Saegusa (1996)
- Ai o kou hito, regia di Hideyuki Hirayama (1998)
- Ring 2 (Ringu 2), regia di Hideo Nakata (1999)
- Audition (Ôdishon), regia di Takashi Miike (1999)
- Kaza-hana, regia di Shinji Sômai (2000)
- Hi·baransu, regia di Shin Togashi (2000)
- Taan, regia di Hideyuki Hirayama (2001)
- Minna no ie, regia di Kôki Mitani (2001)
- Dark Water (Honogurai mizu no soko kara), regia di Hideo Nakata (2002)
- Kasei no kanon, regia di Shiori Kazama (2002)
- Kisarazu Cat's Eye: Nihon Series, regia di Fuminori Kaneko (2003)
- Kyashan - La rinascita (Casshern), regia di Kazuaki Kiriya (2004)
- 69, regia di Sang-il Lee (2004)
- Sekai no owari, regia di Shiori Kazama (2004)
- Mask de 41, regia di Tenshi Matsumoto (2004)
- Suwingu gâruzu, regia di Shinobu Yaguchi (2004)
- Koi no mon, regia di Suzuki Matsuo (2004)
- Ima, ai ni yukimasu, regia di Nobuhiro Doi (2004)
- Gin no enzeru, regia di Takayuki Suzui (2004)
- Ashura-jô no hitomi, regia di Yôjirô Takita (2005)
- Irasshaimase, kanja-sama, regia di Takahito Hara (2005)
- Tatchi, regia di Isshin Inudô (2005)
- Shinku, regia di Takashi Tsukinoki (2005)
- Purei, regia di Yûichi Satô (2005)
- Always san-chôme no yûhi, regia di Takashi Yamazaki (2005)
- Udon, regia di Katsuyuki Motohiro (2006)
- Niji no megami, regia di Naoto Kumazawa (2006)
- Ajiantamu burû, regia di Meiji Fujita (2006)
- 7 gatsu 24 ka dôri no Kurisumasu, regia di Shôsuke Murakami (2006)
- Kisarazu Cat's Eye: World Series, regia di Fuminori Kaneko (2006)
- I Just Didn't Do It, regia di Masayuki Suo (2006)
- Sono toki wa kare ni yoroshiku, regia di Yûichirô Hirakawa (2007)
- Tôku no sora ni kieta, regia di Isao Yukisada (2007)
- Hero, regia di Masayuki Suzuki (2007)
- Always zoku san-chôme no yûhi, regia di Takashi Yamazaki (2007)
- Boku no kanojo wa cyborg, regia di Kwak Jae-yong (2008)
- Ano sora wo oboeteru, regia di Shin Togashi (2008)
- Za majikku awâ, regia di Kôki Mitani (2008)
- 20th Century Boys 1: Beginning of the End, regia di Yukihiko Tsutsumi (2008)
- Sono hi no mae ni, regia di Nobuhiko Ôbayashi (2008)
- Happy Flight, regia di Shinobu Yaguchi (2008)
- K-20: Legend of the Mask, regia di Shimako Satō (2008)
- 20th Century Boys 2: The Last Hope, regia di Yukihiko Tsutsumi (2009)
- Goemon, regia di Kazuaki Kiriya (2009)
- Jûryoku piero, regia di Jun'ichi Mori (2009)
- 20th Century Boys 3: Redemption, regia di Yukihiko Tsutsumi (2009)
- Saidoweizu, regia di Cellin Gluck (2009)
- Shizumanu taiyô, regia di Setsurô Wakamatsu (2009)
- Otōto - Suo fratello, regia di Yôji Yamada (2010)
- Outrage (Autoreiji), regia di Takeshi Kitano (2010)
- Hisshiken torisashi, regia di Hideyuki Hirayama (2010)
- Inukai san chi no inu, regia di Tôru Kamei (2011)
- Sumagurâ: Omae no mirai o hakobe, regia di Katsuhito Ishii (2011)
- Sutekina kanashibari, regia di Kôki Mitani (2011)
- Gyakuten saiban, regia di Takashi Miike (2012)
- Outrage Beyond (Autoreiji: Biyondo), regia di Takeshi Kitano (2012)
- Sango renjâ, regia di Yûji Nakamae (2013)
- Kiyosu kaigi, regia di Kôki Mitani (2013)
- Akumu Chan the Movie, regia di Noriyoshi Sakuma (2014)
- Maiko wa redî, regia di Masayuki Suo (2014)
- Haruko chôjô genshô kenkyûjo, regia di Lisa Takeba (2015)
- Solomon's Perjury Part 1: Suspicion, regia di Izuru Narushima (2015)
- Solomon's Perjury Part 2: Judgement, regia di Izuru Narushima (2015)
- Yokokuhan, regia di Yoshihiro Nakamura (2015)
- Hero, regia di Masayuki Suzuki (2015)
- Sugihara Chiune, regia di Cellin Gluck (2015)
- Gekijouban Mozu, regia di Eiichirô Hasumi (2015)
- Sabaibaru famirî, regia di Shinobu Yaguchi (2016)
- Rasuto koppu: The Movie, regia di Ryûichi Inomata (2017)
- Mix, regia di Jun'ichi Ishikawa (2017)
- Fullmetal Alchemist, regia di Fumihiko Sori (2017)
- Inori no maku ga oriru toki, regia di Katsuo Fukuzawa (2018)

### Televisione
- Kamisama mousukoshi dake – serie TV, episodio 1x10 (1998)
- Ring: The Final Chapter – serie TV, episodi 1x01-1x02-1x03 (1999)
- Rokubanme no Sayoko – serie TV, 12 episodi (2000)
- Yonimo kimyô na monogatari: Haru no tokubetsu hen, regia collettiva – film TV (2001) - (episodio 5: Iya na kodomo)
- Sayonara, Ozu-sensei – serie TV (2001)
- Kyumei byoto 24 ji – serie TV, episodi 2x01-2x10 (2001)
- Emergency Room 24 Hours Special 2002, regia di Daisuke Tajima – film TV (2002)
- Tensai Yanagisawa Kyoju no Seikatsu (Fuji TV, 2002)
- HR (Fuji TV, 2002)
- Manten (NHK, 2002)
- Big Money (Fuji TV, 2002)
- Kisarazu Cat's Eye (TBS, 2002)
- Taikoki (Fuji TV, 2003)
- Hitonatsu no Papa e (TBS, 2003)
- Boku no ikiru michi (Fuji TV, 2003)
- Tatta hitotsu no Takara Mono (NTV, 2004)
- Water Boys 2 (Fuji TV, 2004)
- Orange Days (TBS, 2004)
- Boku to kanojo to kanojo no ikiru michi (Fuji TV, 2004)
- Shinsengumi (NHK, 2004)
- Koi no karasawagi drama special (2005)
- Ai no Uta (NTV, 2005)
- Ganbatte Ikimasshoi (Fuji TV, 2005)
- Ruri no shima (TBS, 2005)
- Tiger & Dragon (TBS, 2005)
- Medaka (Fuji TV, 2005)
- Yasashii Jikan (Fuji TV, 2005, ep5)
- Furuhata Ninzaburo: Final Dance, regia di Hidetomo Matsuda (2006)
- Aoi byôten, regia di Hiroaki Matsuyama (2006)
- Minatomachi ninjô nâsu, regia di Mitsuaki Arai (2006)
- Nobunaga no hitsugi, regia di Haruhiko Mimura (2006)
- Boku no Aruku Michi (Fuji TV, 2006)
- Hero SP (Fuji TV, 2006)
- Attention Please (serie televisiva) (Fuji TV, 2006)
- Joôbachi (2006)
- Satomi Hakkenden (TBS, 2006)
- Sugata Sanshiro (TV Tokyo, 2007)
- Koi no Kara Sawagi Drama Special Love Stories IV (NTV, 2007)
- Shin Machiben (NHK, 2007)
- Ushi ni Negai wo: Love & Farm (Fuji TV, 2007)
- Serendip no Kiseki Miracle of Serendip (NTV, 2007)
- Fuurin Kazan (NHK, 2007)
- Akuma ga kitarite fue wo fuku, regia di Mamoru Hoshi (2007)
- Ruri no Shima SP (NTV, 2007)
- Saga no Gabai-baachan (Fuji TV, 2007)
- Prisoner (WOWOW, 2008)
- Scandal (TBS, 2008)
- Nanase Futatabi (NHK, 2008)
- Taiyō to umi no kyōshitsu (Fuji TV, 2008)
- Attention Please (serie televisiva) SP (Fuji TV, 2008)
- Ashita no Kita Yoshio (Fuji TV, 2008)
- Jin (manga) (TBS, 2009)
- Konkatsu! (Fuji TV, 2009)
- Akuma no Temari Uta (Fuji TV, 2009)
- Triangle (Fuji TV, 2009)
- Perfect Report (Fuji TV, 2010)
- Marks no Yama (WOWOW, 2010)
- Hammer Session! (TBS, 2010)
- Wagaya no rekishi (Fuji TV, 2010)
- Sengyou Shufu Tantei ~Watashi wa Shadow (TBS, 2011)
- Bull Doctor (NTV, 2011)
- Jin (manga) 2 (TBS, 2011)
- Double Face (TBS & WOWOW, 2012)
- Akumu-chan (NTV, 2012)
- Naniwa Shonen Tanteidan (TBS, 2012)
- Seinaru Kaibutsutachi (TV Asahi, 2012)
- Taira no Kiyomori (NHK, 2012)
- Tokusou Saizensen 2013 ~ Shichitou no Keisatsuken (TV Asahi, 2013)
- Detarame Hero (YTV, 2013)
- Last Hope (Fuji TV, 2013)
- Akumu-chan SP (NTV, 2014)
- MOZU (TBS, 2014)
- Kinkyu Torishirabeshitsu (TV Asahi, 2014)
- The Confidence Man JP (コンフィデンスマンJP?) (2018)
- Shōgun – miniserie TV (2024)
- Ultraman: Rising – film TV (2024)

## Doppiatori italiani
- Roberto Stocchi in Outrage, Outrage Beyond
- Massimo Rossi in Ring 2
- Natale Ciravolo in Dark Water
- Antonio Palumbo in Kyashan - La rinascita
- Gianni Giuliano in Fullmetal Alchemist